# Prêmio Alfréd Rényi
O Prêmio Alfréd Rényi é concedido bianualmente pelo Instituto de Matemática Alfréd Rényi da Academia de Ciências da Hungria em homenagem ao fundador Alfréd Rényi. Pelas regras vigentes, o prêmio é concedido a um ou dois membros do instituto, em reconhecimento de sua performance de destaque em pesquisa matemática no período prévio de cinco anos. Membros da Academia de Ciências da Hungria e o diretor não são elegíveis.

## Laureados
- 1972 Gábor Halász
- 1973 Endre Szemerédi
- 1974 József Szabados
- 1975 János Komlós
- 1976 Gyula O. H. Katona
- 1977 András Sárközy, Gábor Tusnády (recusou)
- 1984 József Beck, Péter Vértesi
- 1985 Zoltán Füredi, János Pintz
- 1986 Emil Kiss, Imre Ruzsa
- 1987 Hajnal Andréka, János Körner
- 1988 Imre Bárány, József Fritz
- 1989 Péter Major, István Berkes
- 1990 Ánh Pham Ngoc
- 1991 Antal Balog, Ervin Győri
- 1992 János Pach
- 1993 László Pyber, Lajos Soukup
- 1994 Nándor Simányi, Gábor Simonyi
- 1996 Endre Makai, Katalin Marton
- 1997 Gábor Fejes Tóth
- 1998 András Kroó
- 1999 Gábor Tardos
- 2000 Péter Pál Pálfy
- 2001 Mátyás Domokos
- 2002 László Márki
- 2005 András Stipsicz
- 2007 András Némethi
- 2009 Gábor Elek
- 2011 Géza Tóth
- 2013 Gergely Harcos, Endre Szabó
- 2015 András Biró, Károly Böröczky
- 2017 Miklós Abért
- 2019 Balázs Szegedy